# Ophiodelphys apoda
Ophiodelphys apoda is een eenoogkreeftjessoort uit de familie van de Notodelphyidae. De wetenschappelijke naam van de soort is voor het eerst geldig gepubliceerd in 1873 door Giard.